# Лозан (Португалія)
Лоза́н (порт. Lousã; МФА: [ɫo.ˈzɐ̃]) — муніципалітет і містечко в Португалії, в окрузі Коїмбра. Розташований у центральній частині країни, на теренах історичної португальської провінції Бейра. Належить до Коїмбрської діоцезії Католицької церкви в Португалії. Права міського самоврядування має з 1513 року. Поділяється на 4 парафії. За адміністративним поділом, чинним до 1976 року, був складовою провінції Берегова Бейра. Площа муніципалітету — 138,40 км², населення муніципалітету — 17604 ос. (2011); густота населення — 127,2 осіб/км²
. Патрон — святий Сильвестр. Святковий день муніципалітету — 24 червня. Поштовий індекс — 3200.  Код місцевої адміністративної одиниці — 0607. Складова статистичного регіону Центр.

## Географія
Лозан розташований в центрі Португалії, в центрі округу Коїмбра.
Лозан межує на півночі з муніципалітетом Віла-Нова-де-Пойареш, на сході — з муніципалітетом Гойш, на південному сході — з муніципалітетом Каштаньєйра-де-Пера, на півдні — з муніципалітетом Фігейро-душ-Вінюш, на заході — з муніципалітетом Міранда-ду-Корву.

## Історія
1513 року португальський король Мануел I надав Лозану форал, яким визнав за поселенням статус містечка та муніципальні самоврядні права.

## Населення
| Кількість мешканців | Кількість мешканців | Кількість мешканців | Кількість мешканців | Кількість мешканців | Кількість мешканців | Кількість мешканців | Кількість мешканців | Кількість мешканців | Кількість мешканців | Кількість мешканців | Кількість мешканців | Кількість мешканців | Кількість мешканців | Кількість мешканців | Кількість мешканців |
| ------------------- | ------------------- | ------------------- | ------------------- | ------------------- | ------------------- | ------------------- | ------------------- | ------------------- | ------------------- | ------------------- | ------------------- | ------------------- | ------------------- | ------------------- | ------------------- |
| 1864                | 1878                | 1890                | 1900                | 1911                | 1920                | 1930                | 1940                | 1950                | 1960                | 1970                | 1981                | 1991                | 2001                | 2011                |                     |
| 9 535               | 10 415              | 10 868              | 11 685              | 12 622              | 11 944              | 12 905              | 14 525              | 15 442              | 13 900              | 12 369              | 13 020              | 13 447              | 15 753              | 17 604              |                     |